# Bakchias
Bakchias o Bacchias (en griego, Βακχιάς), es un sitio arqueológico en Egipto, en la gobernación de Fayún. Su apogeo tuvo lugar durante el período grecorromano. Este pueblo data del reinado de Ptolomeo II y vivió del comercio agrícola con las grandes ciudades de Egipto. En la actualidad, el sitio se conoce como Kom el-Atl.

## Excavaciones
Las primeras excavaciones tuvieron lugar en 1896, cuando la búsqueda de papiros estaba en pleno apogeo. Desde la década de 1990, se están llevando a cabo nuevas excavaciones, realizadas por equipos de la Universidad de Bolonia y la Universidad del Salento (dirigidos por Sergio Pernigotti y Mario Capasso y conducidas por Paola Davoli). Se centran en restos arquitectónicos mejor conservados, particularmente las ruinas de un gran templo que data de los siglos I y II d. C.
Intensas campañas de excavación han sacado a la luz trazados de calles, restos de viviendas, estatuas monumentales, utensilios domésticos y una gran cantidad de papiros escritos en griego que se conservan bien gracias a las condiciones climáticas y geológicas. Los restos de una necrópolis se pueden encontrar a unos 2,5 kilómetros al este del sitio arqueológico.

### Templo de Soknobkoneo
El sitio tiene un templo dedicado a Soknobkoneo justo en el medio. Fue construido en la era ptolemaica de ladrillos de arcilla en estilo egipcio. Solo existen las entradas y algunas partes del terreno que están construidas con piedra arenisca. La entrada principal está al este. Las paredes son macizas, y a veces tienen dos metros de espesor.
El edificio consta de un primer patio, un segundo más pequeño y finalmente el propio santuario. Los espacios más pequeños están agrupados por todas partes. Un gran portal está enfrente del templo. Un muro de adobe cierra los cimientos hacia el norte. En la época romana, se añadió un anexo al edificio. Un templo más pequeño, cuya entrada está orientada al sur, está un poco más al norte de este templo. Se han desenterrado fragmentos arquitectónicos y óstracas.